# Surendranagar Dudhrej
Surendranagar Dudhrej là một thành phố và khu đô thị của quận Surendranagar thuộc bang Gujarat, Ấn Độ.

## Nhân khẩu
Theo điều tra dân số năm 2001 của Ấn Độ, Surendranagar Dudhrej có dân số 156.417 người. Phái nam chiếm 52% tổng số dân và phái nữ chiếm 48%. Surendranagar Dudhrej có tỷ lệ 71% biết đọc biết viết, cao hơn tỷ lệ trung bình toàn quốc là 59,5%: tỷ lệ cho phái nam là 77%, và tỷ lệ cho phái nữ là 64%. Tại Surendranagar Dudhrej, 12% dân số nhỏ hơn 6 tuổi.